# Cornershop
Cornershop est un groupe de rock indépendant britannique, originaire de Leicester et Wolverhampton. Il est formé en 1991 par Tjinder Singh (chanteur, compositeur, joueur de dholaki), né à Wolverhampton, son frère Avtar Singh (basse, chant), David Chambers (batterie) et Ben Ayres (guitare, claviers, tampoura). Les trois premiers sont d'anciens membres de General Havoc un groupe de Preston qui avait sorti un single (Fast Jaspal) en 1991.
Le nom du groupe fait référence au stéréotype de l'immigré indien en Angleterre qui possède souvent une petite boutique, l'épicerie du coin de la rue (équivalent de « l'arabe du coin » en France ou du paki en Belgique). Leur style musical est un mélange de musique indienne, de rock britannique indépendant et de musique électronique.

## Biographie

### Débuts (1991–1995)
Au début des années 1990, alors que le chanteur populaire Morrissey est dénigré par la presse anglaise (en particulier par le NME) en raison de son refus de démentir les accusations de racisme à son encontre, les membres de Cornershop brûlent une photo du chanteur devant les bureaux de la maison de disques EMI.
Le premier EP In The Days of Ford Cortina, pressé en vinyle coloré,,  est un mélange de pop bruyante teintée de sonorités indiennes. Le son s'adoucit quelque peu avec la sortie du premier album Hold On It Hurts en 1994, décrit par Trouser Press comme « un festival de pop politiquement correct, dix chansons de délice bruitiste avec une touche de post-punk britannique. » David Chambers quitte le groupe en 1994, groupe qui renaît en 1995 avec la sortie du single 6 a.m. Jullander Shere et de l'album Woman's Gotta Have It. Le départ d'Avtar Singh à la fin de 1995 amène à de profonds changements : Anthony Saffery (sitar, claviers et harmonium), Nick Simms (batterie) et Peter Bengry (percussions) se joignent à Cornershop. Ils tournent ensuite aux États-Unis au Lollapalooza. Ils tournent aussi en Europe avec Beck, Stereolab et Oasis.

### Succès (1997–2001)
Cornershop se fait plus largement connaître grâce au succès du remix de leur chanson Brimful of Asha par Fatboy Slim. Cette chanson, tirée de leur album When I Was Born for the 7th Time de 1997, est un hommage à la célèbre et prolifique chanteuse indienne Asha Bhosle et à l'industrie musicale de ce même pays en général (tel le chanteur Mohammed Rafi, également cité). Paula Frazer fait une apparition comme choriste sur le titre Good to Be on the Road Back Home. Il est également à noter que quelques titres de l'album furent coproduits, voire intégralement produits, par le producteur de hip-hop Dan Nakamura (aka Dan the Automator).
En 1999, ils sortent un album d'inspiration disco, Disco and the Halfway to Discontent, sous le nom de Clinton. Cet album inspire l'ouverture du club londonien Buttoned Down Disco, dont le nom est le titre de la troisième chanson de l'album.

### Autres succès (2002–2010)
L'album suivant, sous le nom de Cornershop, sort en 2002 et s'intitule Handcream for a Generation. Selon leur site officiel le groupe travaille depuis 2003 sur un film au sujet de l'industrie de la musique indépendante à Londres.
En février 2006, quatre ans après leur dernier album, sort un nouveau single Wop the Groove. En 2008, leur chanson Candyman sert à une publicité pour Nike.
Cornershop publie l'album Judy Sucks a Lemon for Breakfast en juillet 2009, précédé par le single The Roll-Off Characteristics (Of History in the Making) en mai, sur leur propre label appelé Ample Play.

### Dernières activités (depuis 2011)
En 2011, Cornershop est récompensé du Commitment to Scene aux UK Asian Music Awards. Un album, Cornershop and the Double 'O' Groove Of, qui est une collaboration avec Bubbley Kaur, est publié en mars 2011.
Leur huitième album Urban Turban est publié le 14 mai 2012, et leur neuvième album Hold On It's Easy le 2 février 2015.

## Discographie

### Albums studio
- 1994 : Hold On It Hurts
- 1995 : Woman's Gotta Have It
- 1997 : When I Was Born for the 7th Time
- 1999 : Disco and the Halfway to Discontent (sous le nom de Clinton)
- 2002 : Handcream for a Generation
- 2009 : Judy Sucks a Lemon for Breakfast
- 2011 : And the double 'O' Groove of
- 2012 : Urban Turban: The Singhles Club
- 2015 : Hold on It's Easy
- 2020 : England Is a Garden

### Compilations & Live
- 1993 : Elvis Sex-Change (Compilation de leurs 2 premiers Ep "Lock Stock & Double~Barrel" et "In The Days Of Ford Cortina")
- 2013 : The Hot For May Sound